# 김양우 (1994년)
김양우(金量優, 1994년 12월 30일 ~)는 대한민국의 축구 선수다.

## 방송
- 히딩크의 축구의 신 (2018) - 최종 선발